# Herbicida
Herbicida (de acordo com a etimologia: herbi, erva, e cida matar) é um produto químico utilizado na agricultura para o controle de ervas classificadas como daninhas. Os herbicidas constituem um tipo de pesticida. As vantagens da utilização deste produto é a rapidez de ação, custo reduzido, efeito residual e não revolvimento do solo. Os problemas decorrentes da utilização de herbicidas são a contaminação ambiental e o surgimento de ervas resistentes.

## Classificação
Os herbicidas podem ser agrupados por atividade, uso, modo de ação, grupo químico ou tipo de vegetação controlada.
Por atividade:
- De contato;
- Sistêmicos.

Por uso:
- Aplicados no solo;
- Pré-emergentes;
- Pós-emergentes.

Por mecanismo de ação, ou seja, primeira enzima, proteína ou etapa bioquímica afetados na planta:
- Inibidores da acetil-coenzima A-carboxilase;
- Inibidores da acetolacto-sintase;
- Inibidores da enolpiruvil-shikimato 3-fosfate-sintase;
- Auxina sintética;
- Inibidores do fotossistema.

## Herbicida mais usados atualmente
- glifosato: herbicida sistêmico não-seletivo (mata qualquer tipo de planta, exceto as com tecnologia RR(resistente a glifosato))* Nome Comercial - Roundup
- imazetapir
- imazapic
- paraquat
- 2,4D

## Herbicidas de interesse histórico
- Ácido 2,4,5-triclorofenoxiacético, que contém dioxina
- Agente laranja